# Ballenstedt

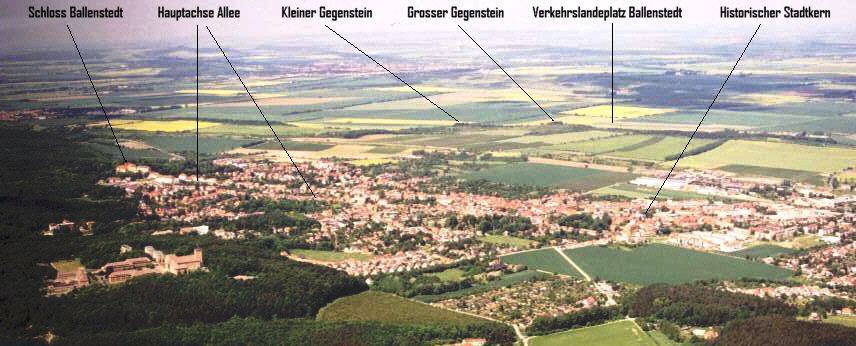
Luftaufnahme 2001

Ballenstedt ist eine Kleinstadt im Landkreis Harz in Sachsen-Anhalt (Deutschland). Die Stadt ist historisch mit dem Adelsgeschlecht der Askanier verbunden, weshalb Ballenstedt auch „Wiege Anhalts“ genannt wird. Durch den Ort führt die Straße der Romanik.

## Geographie

### Lage
Ballenstedt liegt am nordöstlichen Rand des Harzes. Aschersleben liegt etwa 16 Kilometer östlich, Quedlinburg etwa 10 Kilometer nordwestlich.
Nachbargemeinden sind Seeland (Salzlandkreis), Falkenstein/Harz, Harzgerode und Quedlinburg.

### Ortsteile
Die Ortsteile Ballenstedts mit Einwohnerzahl in Klammern:
| - Asmusstedt (28) - Badeborn (1.297) - Ballenstedt (5.459) | - Opperode (456) - Radisleben (453) - Rieder (1.788) |

Zudem gehören die – außer zu Fuß – nur von Mägdesprung aus erreichbaren Wohnplätze Selkemühle und Meiseberg zu Ballenstedt.

### Dialektgrenze
Ballenstedt liegt unmittelbar südlich der Benrather Linie und somit am Übergang von den hochdeutschen – genauer: den ostmitteldeutschen – Dialekten zur niederdeutschen Sprache.

## Geschichte
Die erste sichere Erwähnung Ballenstedts erfolgt in einer Urkunde König Heinrichs IV. aus dem Jahre 1073. Graf Esico von Ballenstedt, der in zeitgenössischen Quellen nie nach Ballenstedt genannt wird, war wohl der Bruder von Uta, eine der Stifterinnen des Naumburger Doms. Esico gilt als Stammvater des Geschlechts der Askanier. Auf dem heutigen Schlossberg ließ er das Kollegiatstift St. Pancratius und Abundus errichten, das 1046 im Beisein von König Heinrich III. geweiht wurde. Diese Urkunde ist allerdings wahrscheinlich gefälscht. Esikos Sohn und Nachfolger war Adalbert II. Dessen Sohn Otto der Reiche und sein Sohn Albrecht der Bär, der spätere erste Markgraf von Brandenburg, wandelten das Stift 1123 in ein Benediktinerkloster um. Otto der Reiche ist der erste Askanier, der sich nach Ballenstedt nannte, und zwar 1106. Albrecht der Bär wurde 1170 in der Klosterkirche von Ballenstedt beigesetzt. Sein Enkel Heinrich I. war der erste Fürst von Anhalt. Der Ort Ballenstedt wird 1297 erstmals als „Dorp“ erwähnt und erhielt 1512 von Fürst Wolfgang von Anhalt das Braurecht. Im Bauernkrieg wurde das Benediktinerkloster gestürmt und teilweise zerstört und 1525 durch Fürst Wolfgang von Anhalt säkularisiert und als Residenz ausgebaut. Im Jahre 1543 wurde Ballenstedt das Stadtrecht verliehen. Eine Stadtbefestigung wurde 1551 erbaut, und 1582 werden erstmals ein Rathaus und ein Rat erwähnt. Während des Dreißigjährigen Krieges erstürmten 1626 Wallensteins Truppen die Stadt und plünderten sie.

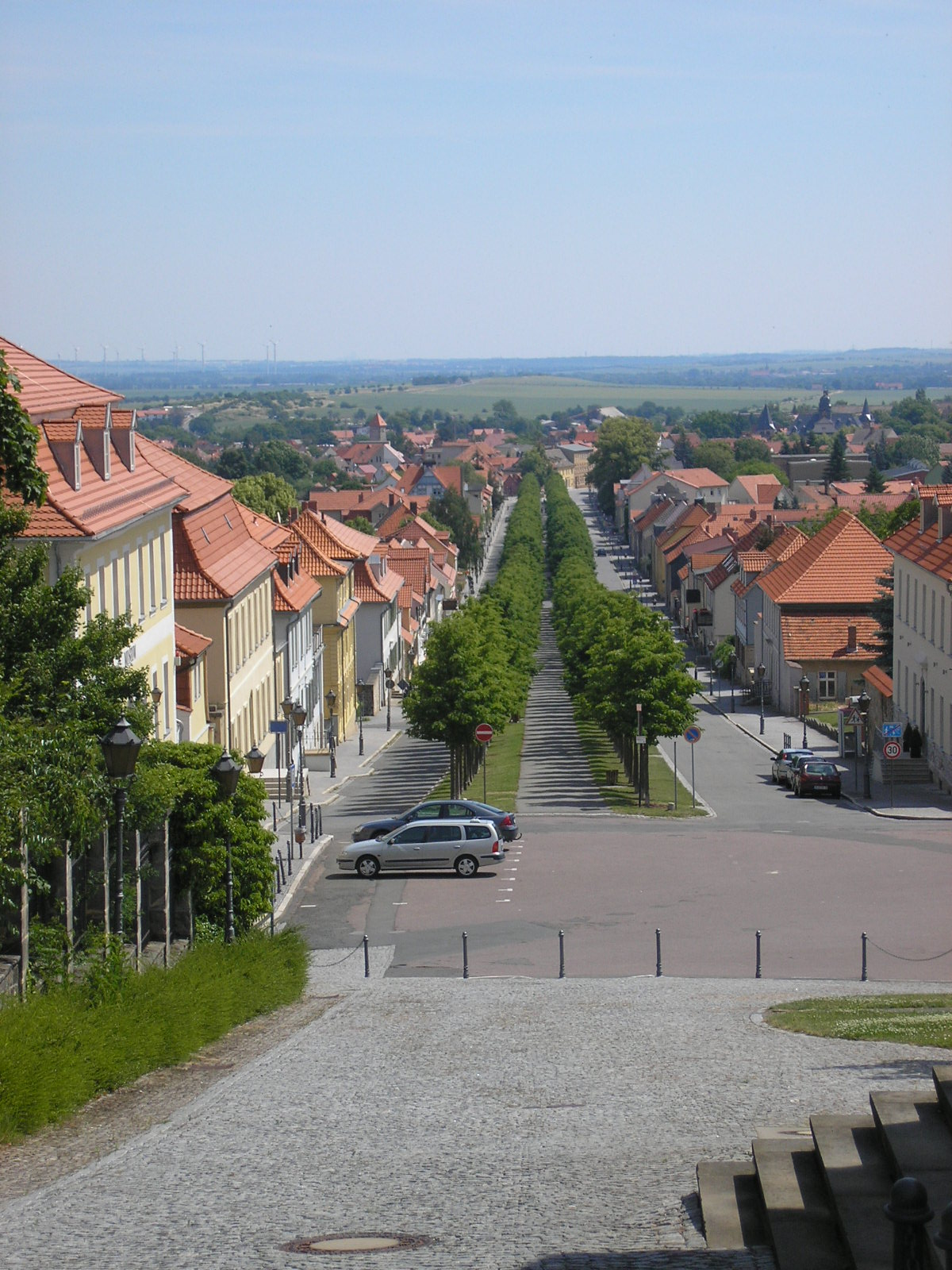
Sicht auf Ballenstedt vom Schlosshof

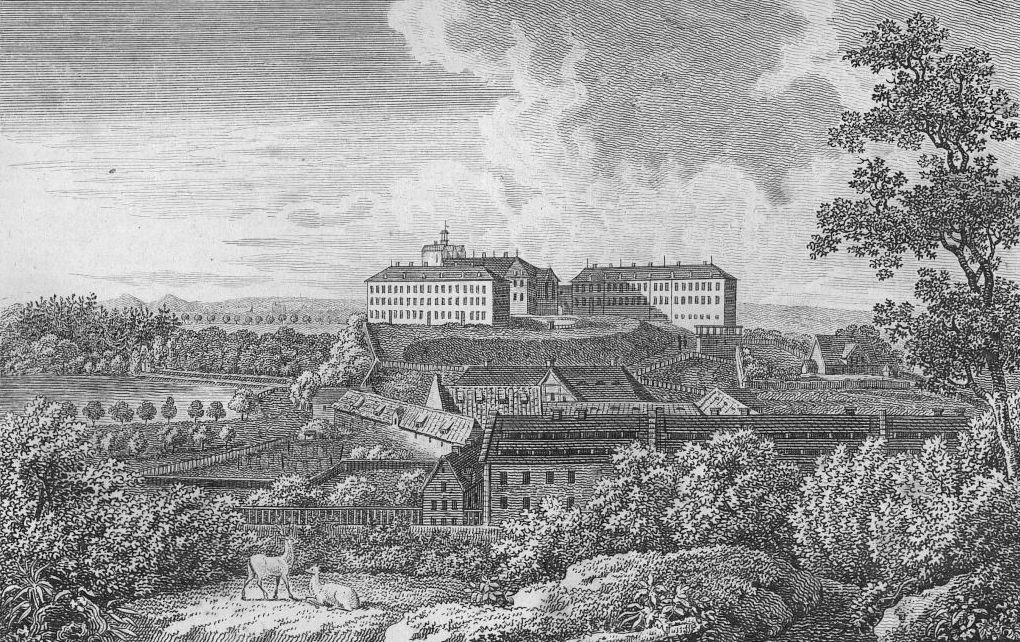
Schloss Ballenstedt, 1837

Ballenstedt in Anhalt zwischen 1863 und 1918

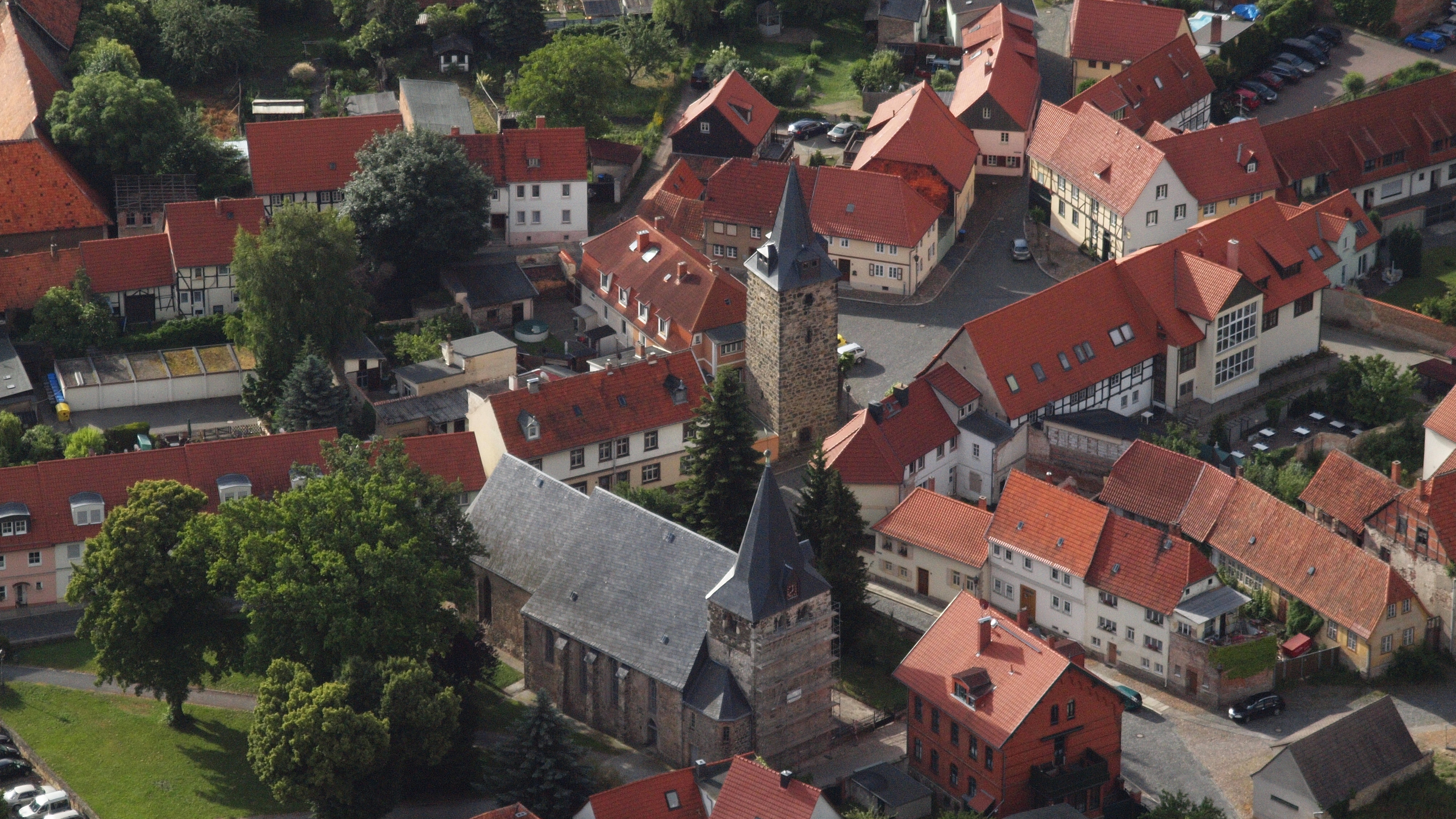
Detailansicht im Bereich Badstuben – Kirchplatz

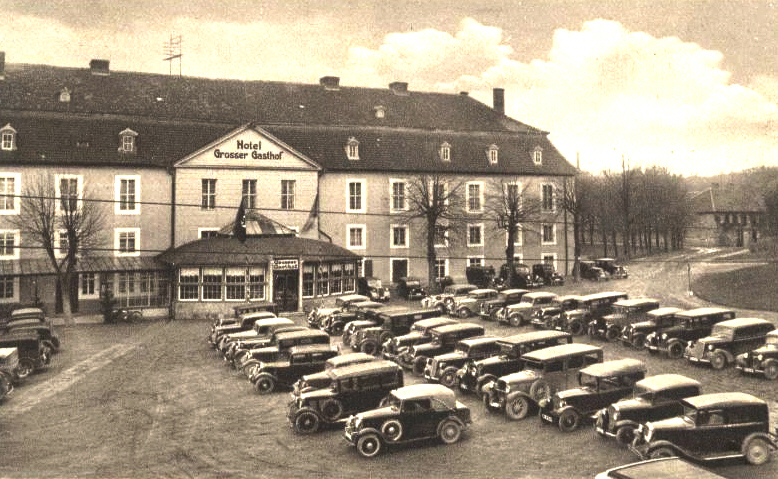
Hotel Großer Gasthof um 1930

Vom 17. Jahrhundert an wurde Ballenstedt durch die Fürsten von Anhalt-Bernburg weiter ausgebaut. Auf den Resten des ehemaligen Klosters entstand mit Schloss Ballenstedt eine repräsentative Schlossanlage. 1765 erklärte Fürst Friedrich Albrecht Ballenstedt offiziell zur Residenzstadt, und damit begann die politische, wirtschaftliche und kulturelle Blütezeit. Ausdruck des kulturellen Aufstiegs war unter anderem der Bau des Schlosstheaters, der 1788 in Angriff genommen wurde. Hier traten später Albert Lortzing und Franz Liszt auf, die dem Theater zu einem bedeutenden Ruf über Anhalts Grenzen hinweg verhalfen. Ballenstedt war seit 1850 Sitz des Kreisgerichts Ballenstedt und ab 1879 des Amtsgerichts Ballenstedt.
Als 1863 Herzog Alexander Carl kinderlos starb, fiel Anhalt-Bernburg an Dessau, und Ballenstedt wurde zu einer der fünf Kreisstädte des wieder vereinigten Landes Anhalt – den Landkreis Ballenstedt gab es bis 1950. Nach und nach entwickelte sich Ballenstedt zum Domizil wohlhabender Pensionäre und mit der touristischen Erschließung des Harzes erlebte die Stadt auch durch den Fremdenverkehr neuen Aufschwung. So verbrachte z. B. Friederike von Schleswig-Holstein-Sonderburg-Glücksburg, die Witwe des letzten Herzogs von Anhalt-Bernburg, hier ihren Lebensabend. Das Schloss diente bis 1918 als Jagd- und Nebenresidenz der Herzöge von Anhalt und bis 1945 als Privatwohnsitz der herzoglichen Familie.
In der Zeit des Nationalsozialismus wurden die im Ort anwesenden jüdischen Einwohner vertrieben bzw. zur Vernichtung deportiert. An sie erinnert ein Gedenkstein auf dem Jüdischen Friedhof. Während des Zweiten Weltkriegs mussten mehr als 100 Frauen und Männer, überwiegend Polen, in den 1936 gegründeten Gummiwerken und auf der Schloßdomäne Zwangsarbeit verrichten, die zahlreiche Todesopfer forderte. Zwischen 1936 und 1945 befand sich auf dem Großen Ziegenberg die Napola NPEA Anhalt.
Nach Ende des Zweiten Weltkrieges änderte sich der Charakter Ballenstedts. Das Schloss, bis dahin Sommersitz der herzoglichen Familie, wurde enteignet und 1949 zur Ingenieurschule für Forstwirtschaft umgewandelt. Die ehemalige Napola diente nun als Bezirksparteischule der SED – das heutige Schulungszentrum Großer Ziegenberg. Die touristischen Strukturen wurden nicht weiter gefördert und kamen fast zum Erliegen, dafür erlangten industrielle Betriebe an Bedeutung. Die Gummiwerke wurden als VEB Gummiwerk Ballenstedt verstaatlicht, später war der Betrieb Teil des Kombinats Plast- und Elastverarbeitung.
Nach 1990 kam es zum Niedergang vieler Betriebe. Ausdruck dafür ist die Bevölkerungsabnahme von ca. 12.000 auf weniger als 8.000. Mit dem Ende der DDR wurde dem Fremdenverkehr wieder mehr Aufmerksamkeit geschenkt, was durch die Sanierung des Schlosses und dessen Öffnung für Besucher sowie durch den Wiederaufbau des Großen Gasthofes zum Ausdruck kam. Seit 2010 ist Ballenstedt ein staatlich anerkannter Erholungsort.
Eingemeindungen
Am 1. Juli 1950 wurde Opperode eingegliedert. Badeborn wurde am 4. August 2002 eingemeindet. Radisleben kam am 1. Januar 2010 hinzu. Die Gemeinde Rieder wurde am 1. Dezember 2013 eingemeindet.

## Politik

### Stadtrat
| Sitzverteilung Stadtrat Ballenstedt 2024 bis 2029Insgesamt 20 Sitze - SPD: 1 - Grüne: 1 - BIG: 1 - BBR: 2 - GBL: 3 - I.O.: 1 - VGF: 2 - FDP: 1 - FW: 1 - CDU: 3 - AfD: 4 |

Die Kommunalwahl am 9. Juni 2024 führte bei einer Wahlbeteiligung von 61,64 % (2019: 53,2 %) zu folgender Sitzverteilung im Stadtrat:
| - AfD: 4 Sitze - GBL: 3 Sitze - CDU: 3 Sitze - VGF: 2 Sitze - BBR: 2 Sitze - BIG: 1 Sitz | - SPD: 1 Sitz - I.O.: 1 Sitz - Freie Wähler: 1 Sitz - FDP: 1 Sitz - Grüne: 1 Sitz |

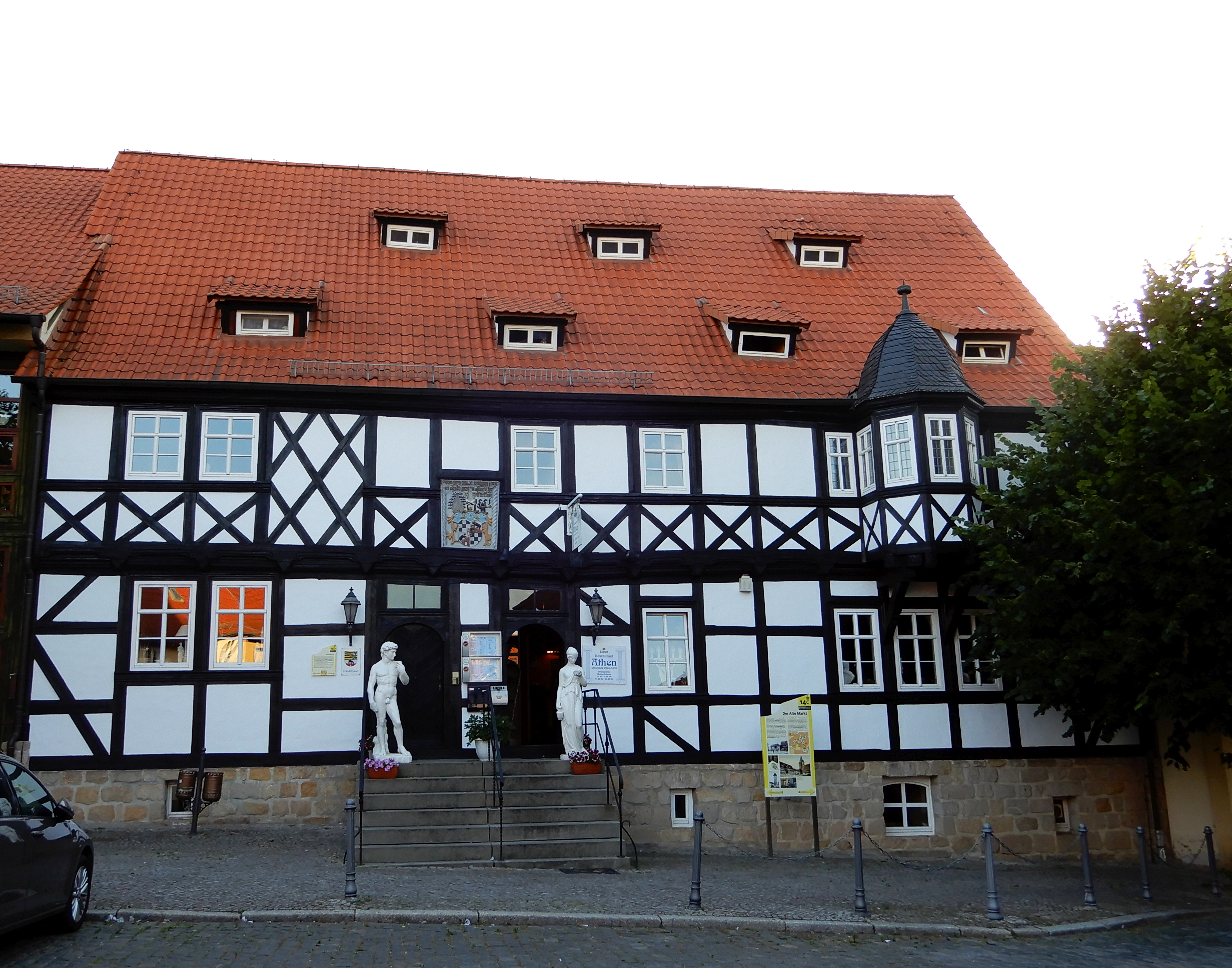
Altes Rathaus Ballenstedt
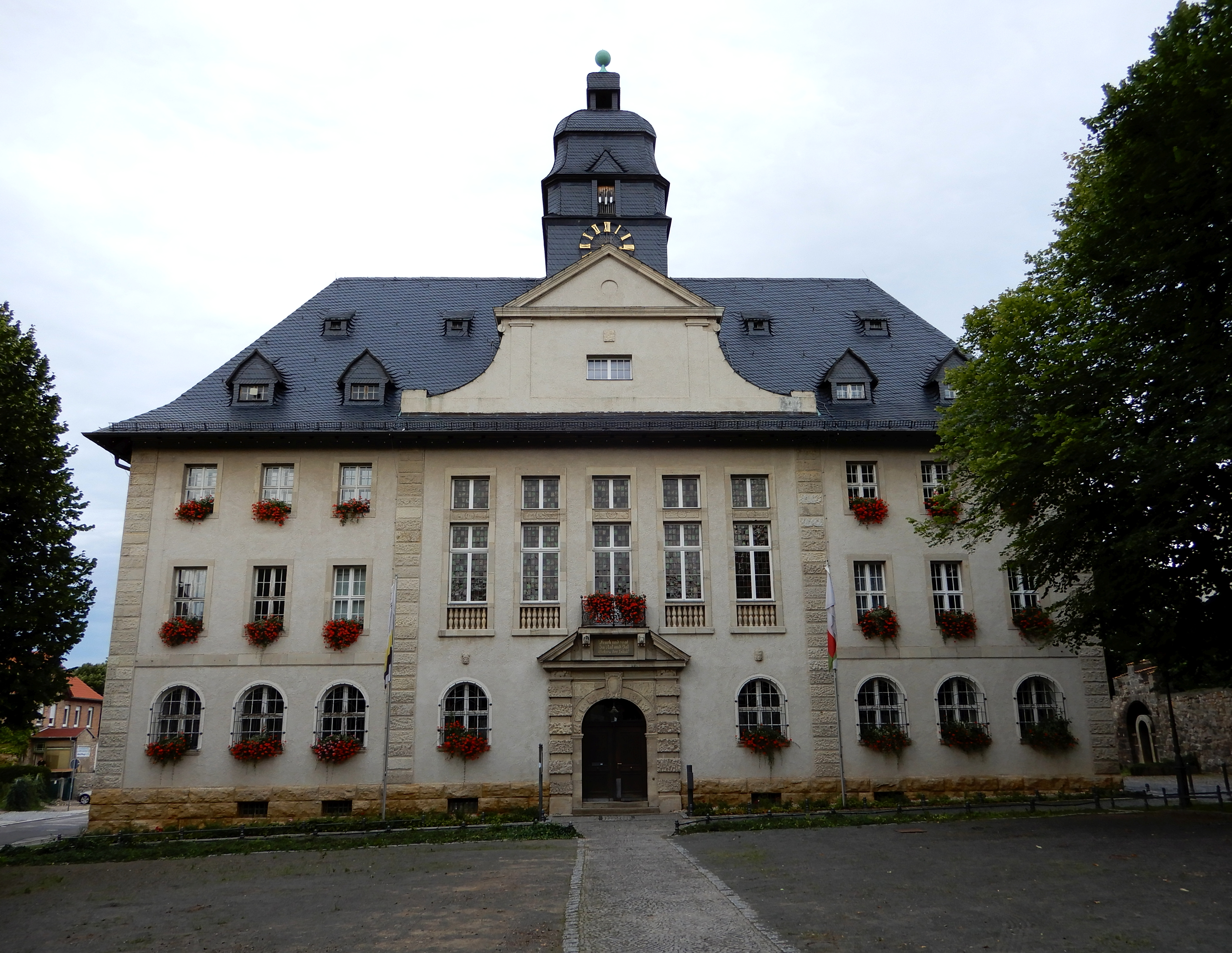
Neues Rathaus von 1906

Im Stadtrat haben sich folgende Fraktionen gebildet:
- Fraktion CDU/VGF/FDP: 6 Sitze
- Fraktion AfD: 4 Sitze
- Fraktion GBL/FW: 4 Sitze
- Fraktion BIG/I.O./SPD/Grüne: 4 Sitze
- Fraktion BBR: 2 Sitze

Die erste in der Weimarer Republik gewählte Stadtverordnetenversammlung hatte folgendes Gesicht:
- SPD: 9 Sitze, Bürgerverein: 6, Reichspartei des deutschen Mittelstandes 3.

Die erste Kommunalwahl nach der Wende in der DDR am 6. Mai 1990 brachte für den Ballenstedter Stadtrat folgendes Ergebnis:
- CDU: 10 Sitze, SPD: 2, FDP: 2 PDS: 2, Ballenstedter Neues Forum: 2, Bauernpartei: 1, Einzelkandidat: 1.

### Bürgermeister
- um 1690 Otto Wahl[8]
- 1832–1841 Gottlieb Ulrich Schulze
- 1841–1856 … Fleischmann
- 1856–1859 August Reinhard
- 1860–1872 David Trolldenier
- 1872–1875 Gustav Fels
- 1876–1887 … Hoffmann
- 1888–1918 Bruno Wendt
- 1918–1932 Moritz Markgraf
- 1933–1943 Friedrich Salmann
- 1943–1945 Otto Bergmann
- 1945–1945 Werner Lauffer
- 1945–1945 Fritz Seifert
- 1945–1946 Karl Adolphs
- 1946–1950 Gustav Herm
- 1950–1951 Rudi Ludwig
- 1951–1951 Otto Jährling
- 1951–1973 Rudolph Baender (SED)
- 1973–1984 Hannelore Albert-Lissowski (SED)
- 1984–1988 Günter Warzügel (SED)
- 1988–1990 Helmut Dierks
- 1990–1990 Gerd Friedrich
- 1990–2001 Wolfgang Gurke (CDU)
- 2001–2008 Wolfgang Schneider (FDP)
- seit 4. Juli 2008 Michael Knoppik (CDU)

### Wappen
| Wappen von Ballenstedt | Blasonierung: „Gespalten, vorn unter goldenem Schildhaupt fünfmal schwarz über gold geteilt, hinten über goldenem Schildfuß fünfmal gold über schwarz geteilt. Auf dem Bügelhelm mit Halskleinod und golden-silbernen Decken ein goldener Pfahl mit drei schwarzen Balken.“                                      |
| Wappen von Ballenstedt | Wappenbegründung: Bedeutung: Das Wappen ist eine Varietät des Wappenschildes der Grafen von Ballenstedt. Nach der Stadterhebung von Ballenstedt ist es 1560 bekundet. Das Wappen der Grafen von Ballenstedt, aus dem das Stadtwappen von Ballenstedt abgeleitet wurde, war neunmal von Schwarz und Gold geteilt. |

Die korrekte Blason des Wappens lautet allerdings: „Gespalten in Gold drei rechts nach unten gebrochene schwarze Balken.“ so auch bei
Eine Blason bezieht sich in der Regel nur auf das Wappenbild und nicht auf das Beiwerk. Beim Ballenstedter Wappen ist das beschriebene Beiwerk insofern aber interessant, da dort auf dem Helm die drei Balken – hier in ungebrochener Form – als Darstellung des Wappenbildes erscheinen.
Das „Große Wappen“ hat ein Oberwappen. Hier sind in der Helmzier über dem Wappenhelm mit den goldenen Helmdecken drei durchgehende schwarze Balken an einem durchgehenden goldenen Pfahl. Die durchgehenden Balken führte Otto der Reiche Ende des 12. Jahrhunderts im sogenannten Balkenschild.

### Flagge
Die Flagge der Stadt Ballenstedt ist in Längsform schwarz-gelb längsgestreift (1:1) und im gelben Streifen mittig mit dem Vollwappen der Stadt Ballenstedt belegt.

### Städtepartnerschaften
Ballenstedt unterhält seit dem 6. Oktober 1988 eine Partnerschaft mit der hessischen Stadt Kronberg im Taunus.

## Sehenswürdigkeiten

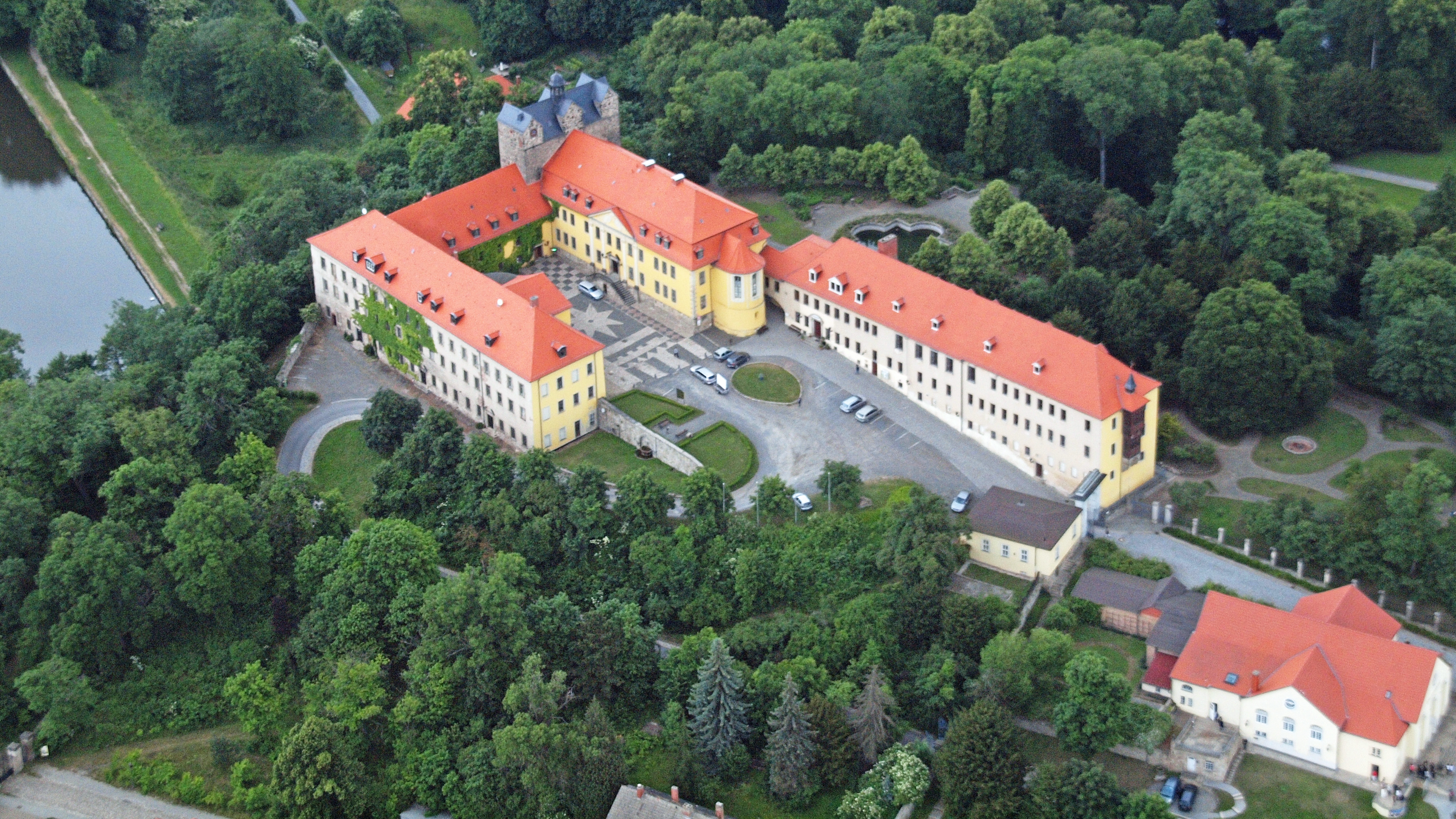
Schloss Ballenstedt aus südöstlicher Richtung

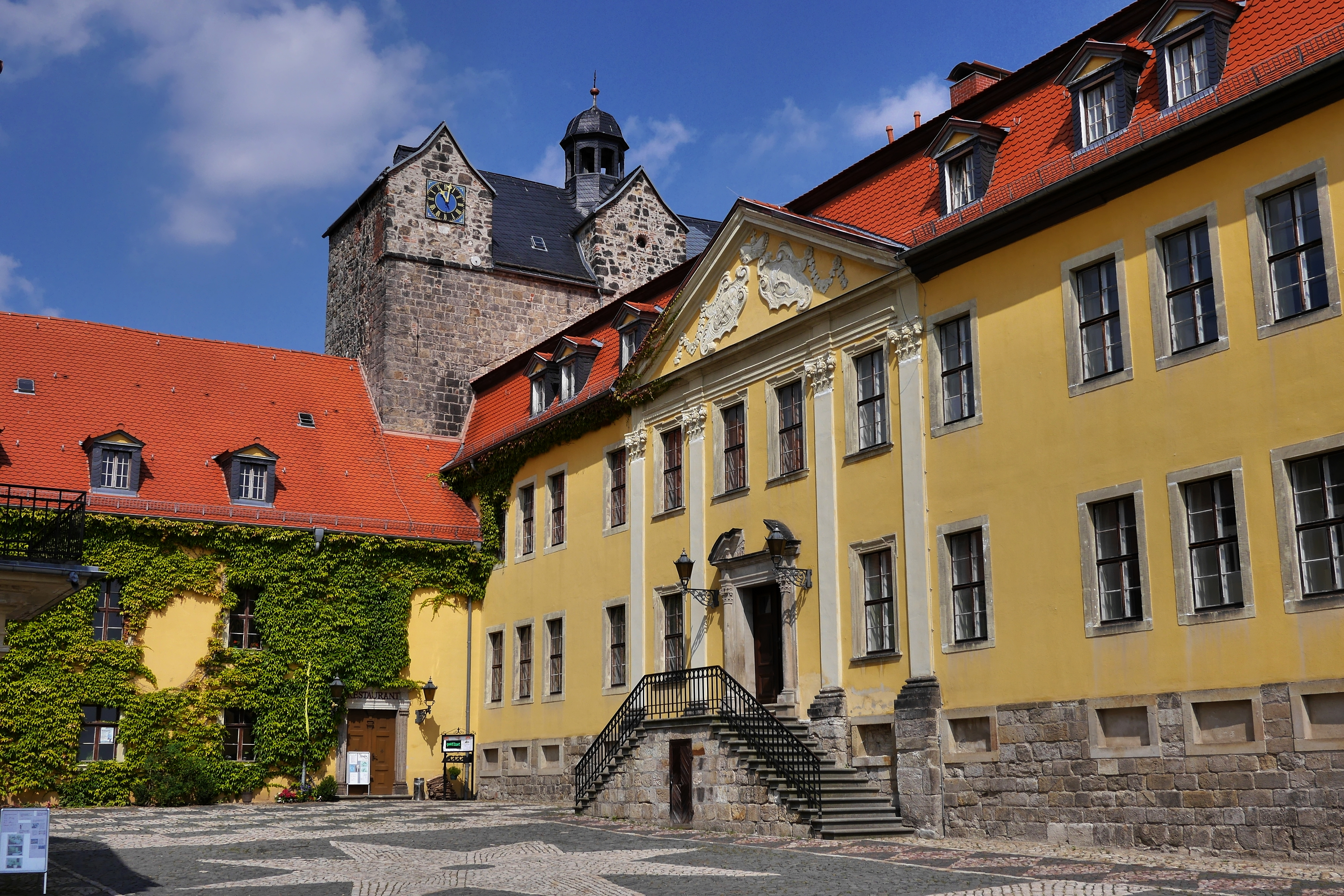
Schloss Ballenstedt, im Hof

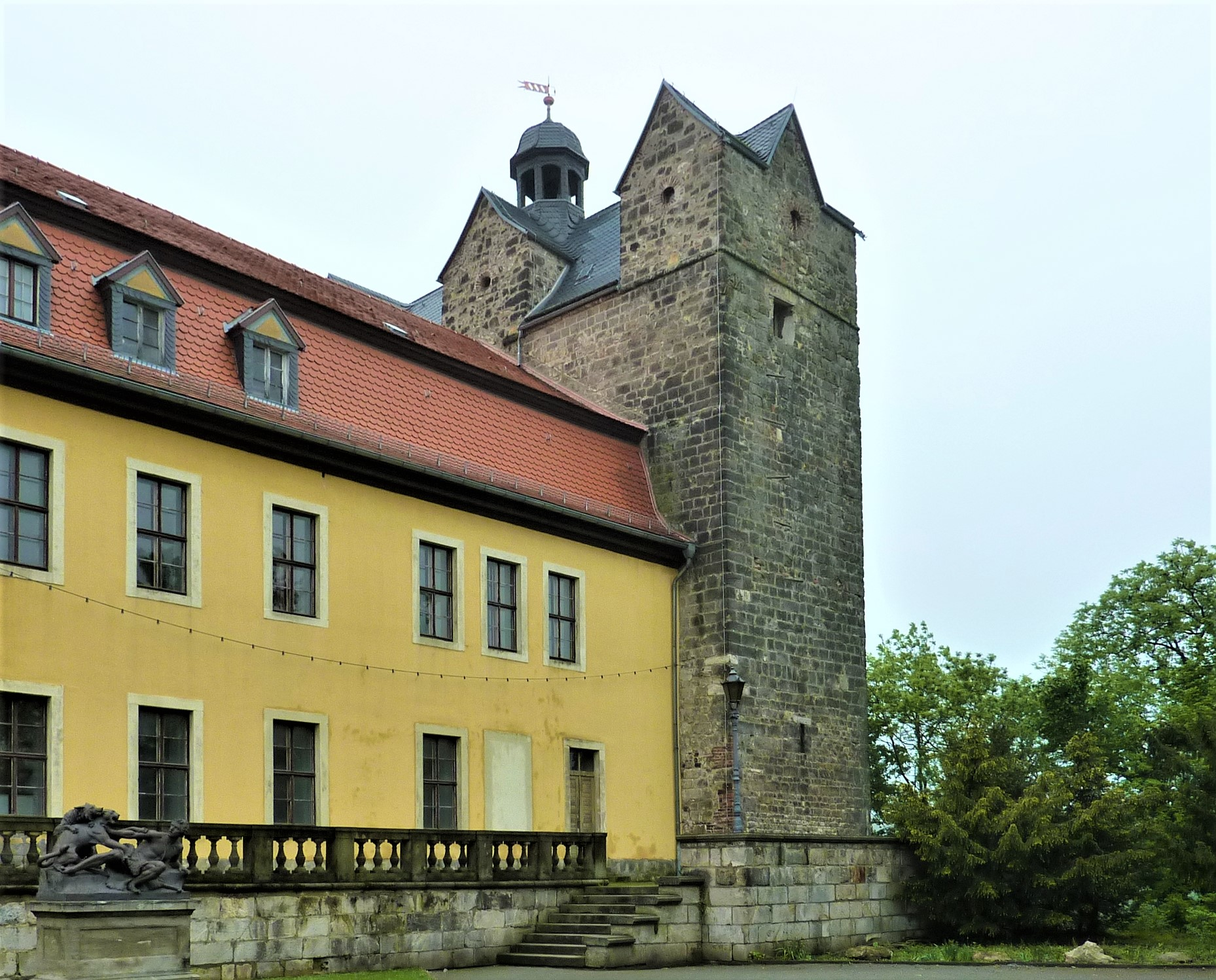
Ehemalige Klosterkirche St. Pancratius und Abundus, Westriegel

- Schloss Ballenstedt: barocker dreiflügeliger Bau, Anfang des 18. Jahrhunderts erneuert, Grab Albrechts des Bären. Die Schlossanlage bezieht bauliche Reste der romanischen ehemaligen Klosterkirche St. Pancratius und Abundus ein, darunter deren Westriegel.
- Schlosspark: gestaltet von Peter Joseph Lenné; Schloss und Schlosspark gehören zum Projekt Gartenträume Sachsen-Anhalt
- Schlosstheater Ballenstedt: bespielt u. a. von Albert Lortzing und Franz Liszt
- Schlosshotel Großer Gasthof: ursprünglich 1733 als Zeughaus erbaut, 1756 durch den Braunschweig-Wolfenbütteler herzoglichen Landbaumeister Martin Peltier de Belfort zum Gasthof umgebaut
- Stadtmuseum „Wilhelm von Kügelgen“, gegenüber Großem Gasthof im oberen Teil der Allee
- Kügelgen-Haus, Kügelgenstr. 35a
- Gelbes Haus, an der Stadtausfahrt Richtung Rieder, erbaut als Zollweghaus
- Allee: repräsentative, ein Kilometer lange Auffahrt zum Schloss, Stadtmittelpunkt
- Altes Rathaus: 1683 errichteter Fachwerkbau
- Neues Rathaus: repräsentatives Bauwerk, 1906 nach dem Entwurf des Berliner Architekten Alfred Messel errichtet
- St.-Nicolai-Kirche: spätgotischer Sakralbau in der Altstadt, 1326 erbaut, 1498 abgebrannt, 1501 wieder errichtet
- Stadtmauer, zu größerem Teil noch zu sehen in der Wallstraße
- Wachtürme der Stadtmauer (Oberturm, Unterturm, Marktturm – Letzterer begehbar, Schlüssel in der Gaststätte gegenüber)
- Badehaus, erbaut 1907/08
- St.-Elisabeth-Kirche: 1931–1933 im Bauhausstil erbaut
- Teufelsmauer (Harz)
- Naturschutzgebiet Gegensteine
- Bismarckturm, Ortsteil Opperode
- Roseburg (Schloss)
- Oberhof Ballenstedt
- Napola Ballenstedt, ehemalige Nationalpolitische Erziehungsanstalt und spätere SED-Parteischule

## Ausstellung zum Schulungszentrum Großer Ziegenberg

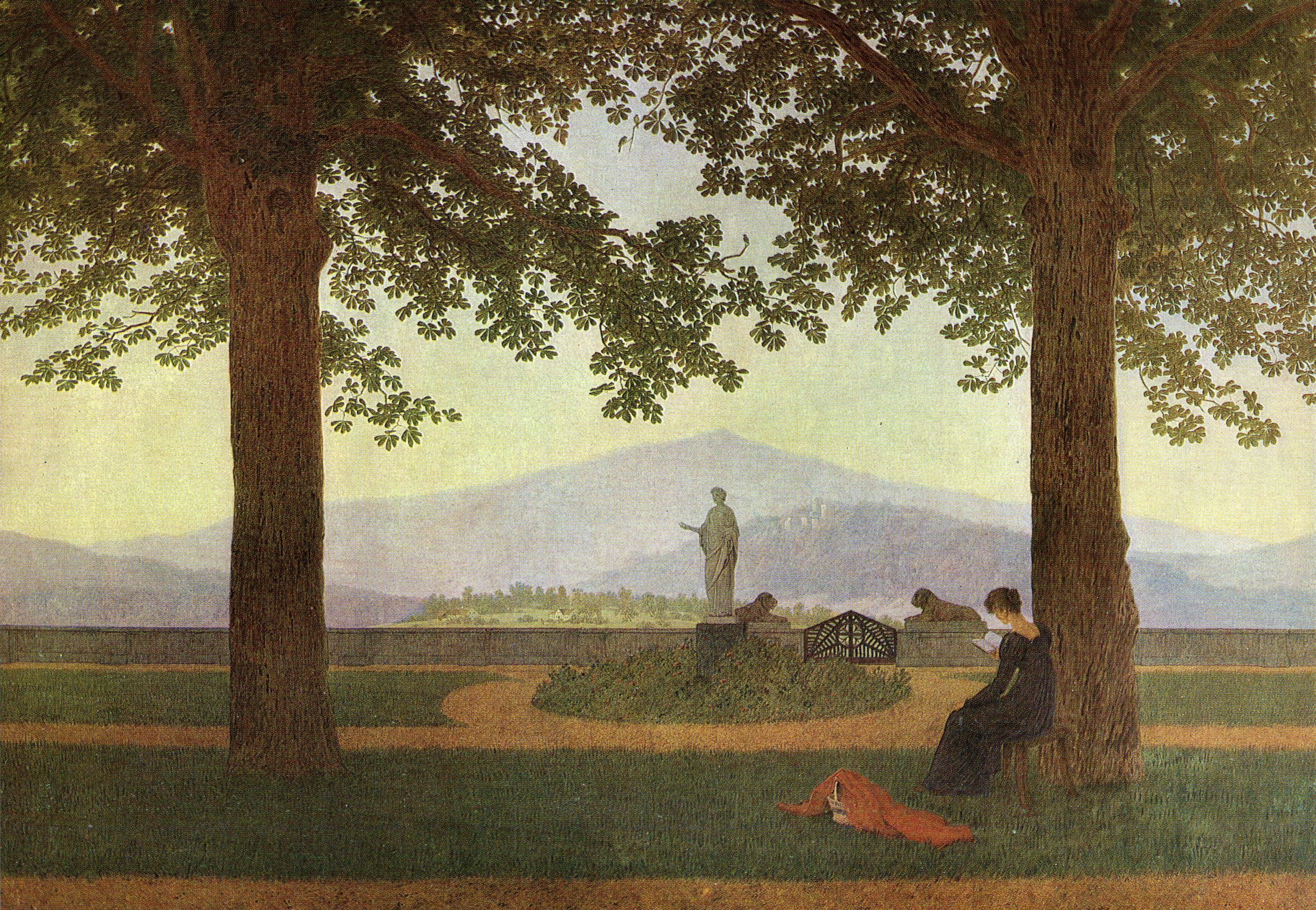
Caspar David Friedrich: Gartenterrasse, 1811

Der Verein Forum Großer Ziegenberg – Ballenstedt am Harz e. V. organisierte 2015 in Ballenstedt eine Ausstellung zur wechselvollen Geschichte des Gebäudekomplexes, der jetzt die Bezeichnung Schulungszentrum Großer Ziegenberg trägt. Sie zeigt die Nutzung als Staatliche Nationalpolitische Bildungsanstalt Ballenstedt und als Bezirksparteischule Wilhelm Liebknecht der Bezirksleitung Halle der SED, Ballenstedt. Die Sonderausstellung im Stadtmuseum „Wilhelm von Kügelgen“ in Ballenstedt umfasst zwei Räume im Obergeschoss des Museums und trägt den Titel „Eine Schule. Zwei Geschichten. Von der NAPOBI zur SED-Parteischule. Großer Ziegenberg Ballenstedt.“

## Gedenkstätten

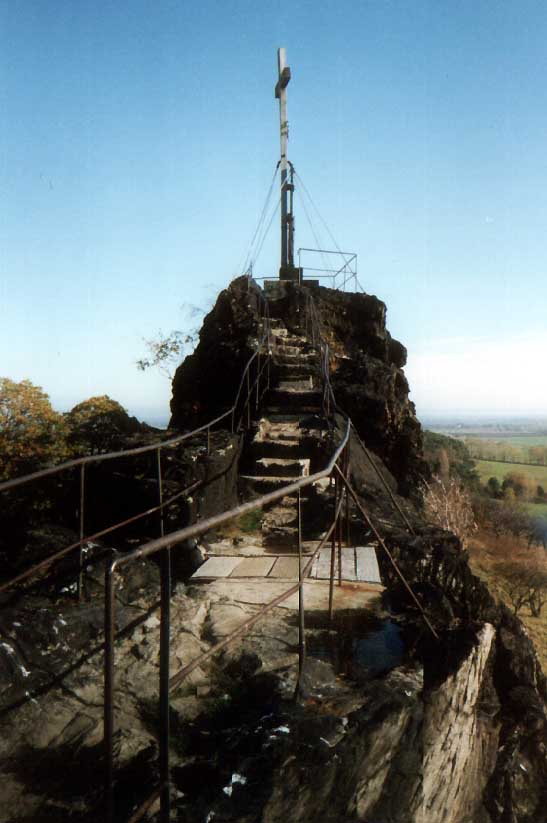
Kreuz auf dem Großen Gegenstein

- Grabstätte auf dem Friedhof „Judengottesacker“ des Ortsteiles Badeborn für vier namentlich unbekannte polnische Personen (ein Kind, eine Frau und zwei Männer), die während des Todesmarsches vom KZ Langenstein-Zwieberge, einem Außenlager des KZ Buchenwald, im April 1945 ums Leben kamen
- Gedenkstein auf dem Jüdischen Friedhof Hoymer Straße zur Erinnerung an die jüdischen Opfer der Shoa
- Gedenkstein auf dem Friedhof mit Namenstafel für fünf ermordete Antifaschisten der Region: Louis Riekehr, Georg Freitag, Ernst Pose, Otto Kiep und August Wolf
- Sowjetischer Ehrenfriedhof aus dem Jahre 1945 für 65 verstorbene Rotarmisten, 1995 auf den Städtischen Friedhof verlegt, wo auch an 21 Opfer der Zwangsarbeit erinnert wird
- Gedenkstätte auf dem Brauberg, ehemals für Soldaten des Ersten Weltkrieges, seit 1990 den Opfern aller Kriege und Gewaltherrschaften gewidmet
- Grabstätte auf dem Friedhof des Ortsteiles Opperode für unbekannte Häftlinge aus dem KZ-Außenlager des KZ Langenstein-Zwieberge, die beim Todesmarsch im April 1945 ermordet wurden

## Verkehr

### Straßenverkehr

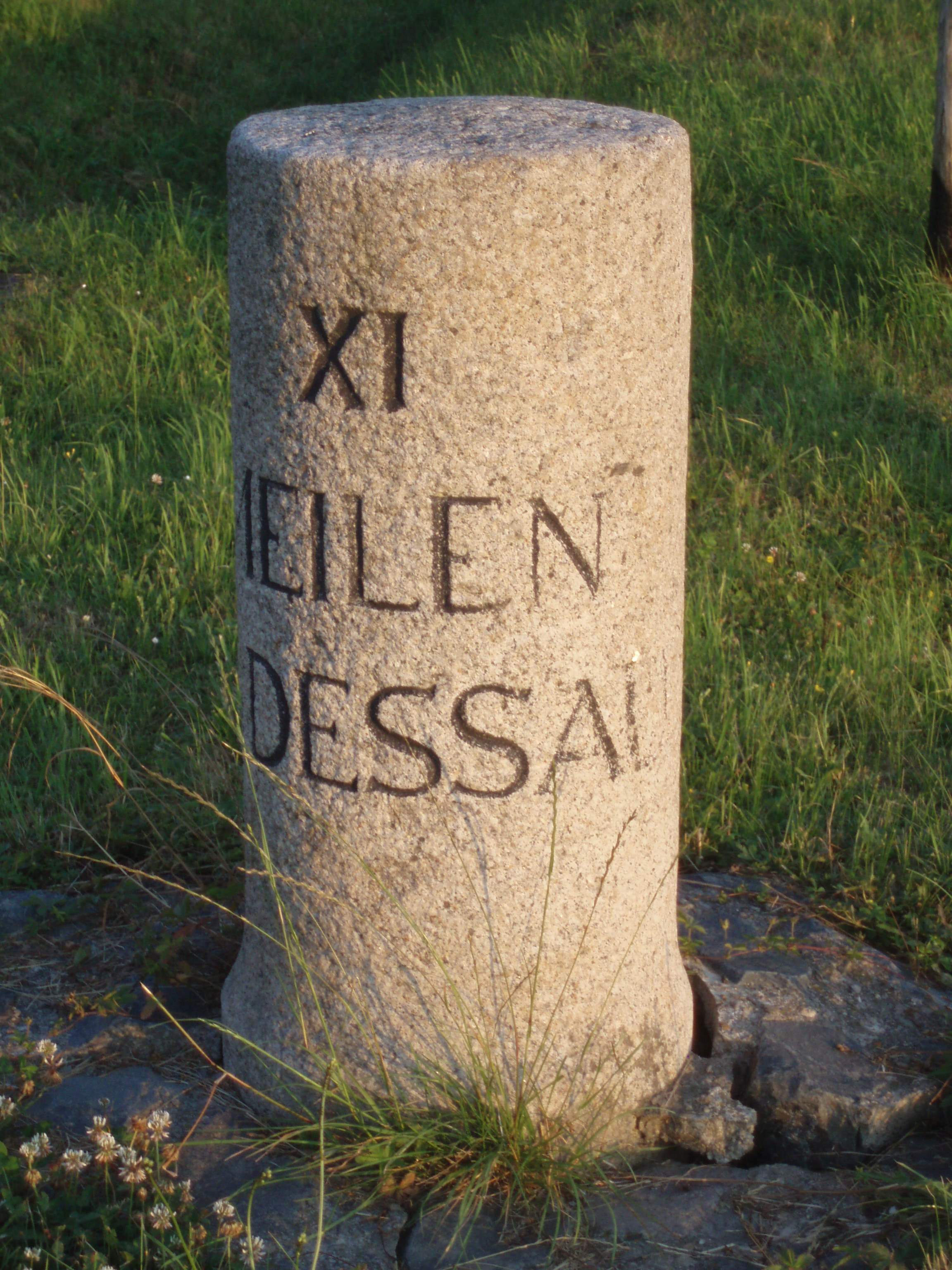
Anhaltischer Meilenstein

Durch Ballenstedt verläuft die Bundesstraße 185. In 10 km Entfernung besteht Anschluss zur A 36 und zur A 14 sind es 40 km.

### Eisenbahnverkehr
Ballenstedt liegt an der ehemaligen Bahnstrecke Frose–Quedlinburg. Der Bahnverkehr wurde auf der Teilstrecke von Frose nach Ballenstedt Schloss (heute Ballenstedt West) am 7. Januar 1868 eröffnet, die Strecke wurde am 1. Juli 1886 über Gernrode nach Quedlinburg verlängert. Der Eisenbahnverkehr wurde am 13. Dezember 2003 eingestellt, die Schienen wurden seit 2015 abgebaut. Die ehemalige Bahntrasse in Richtung Gernrode wurde im Jahr 2019 für 800.000 Euro zum Radweg ausgebaut. Geplant ist eine Verlängerung vom westlichen Ortseingang bis zum ehemaligen Ostbahnhof.

### Busverkehr
Der öffentliche Personennahverkehr wird unter anderem durch den PlusBus des Bahn-Bus-Landesnetz Sachsen-Anhalt erbracht. Folgende Verbindung führt durch Ballenstedt:
- Linie 240: Quedlinburg ↔ Gernrode ↔ Ballenstedt ↔ Meisdorf ↔ Aschersleben

Zudem ist Ballenstedt ein Verkehrsknoten im Busnetz der Harzer Verkehrsbetriebe.

### Flugverkehr
In fünf Kilometer Entfernung befindet sich der Flugplatz Ballenstedt, der über eine 800 m lange Asphaltbahn verfügt und zum Nachtflugbetrieb zugelassen ist.

## Wirtschaft
Größere Betriebe und Einrichtungen:
| - Paul Wegener GmbH Messtechnik - LHY Powertrain GmbH & Co. KG „Plant Ballenstedt“ (ehemals Linde Hydraulics GmbH & Co. KG) | - Berstein Schlosshotel Ballenstedt GmbH (ehemals Großer Gasthof) - FBB Förderband GmbH - Keunecke Feinkost GmbH - BAL Stadtentwicklungsgesellschaft mbH |

Ende 2023 musste die Lungenklinik Ballenstedt schließen.

## Religion

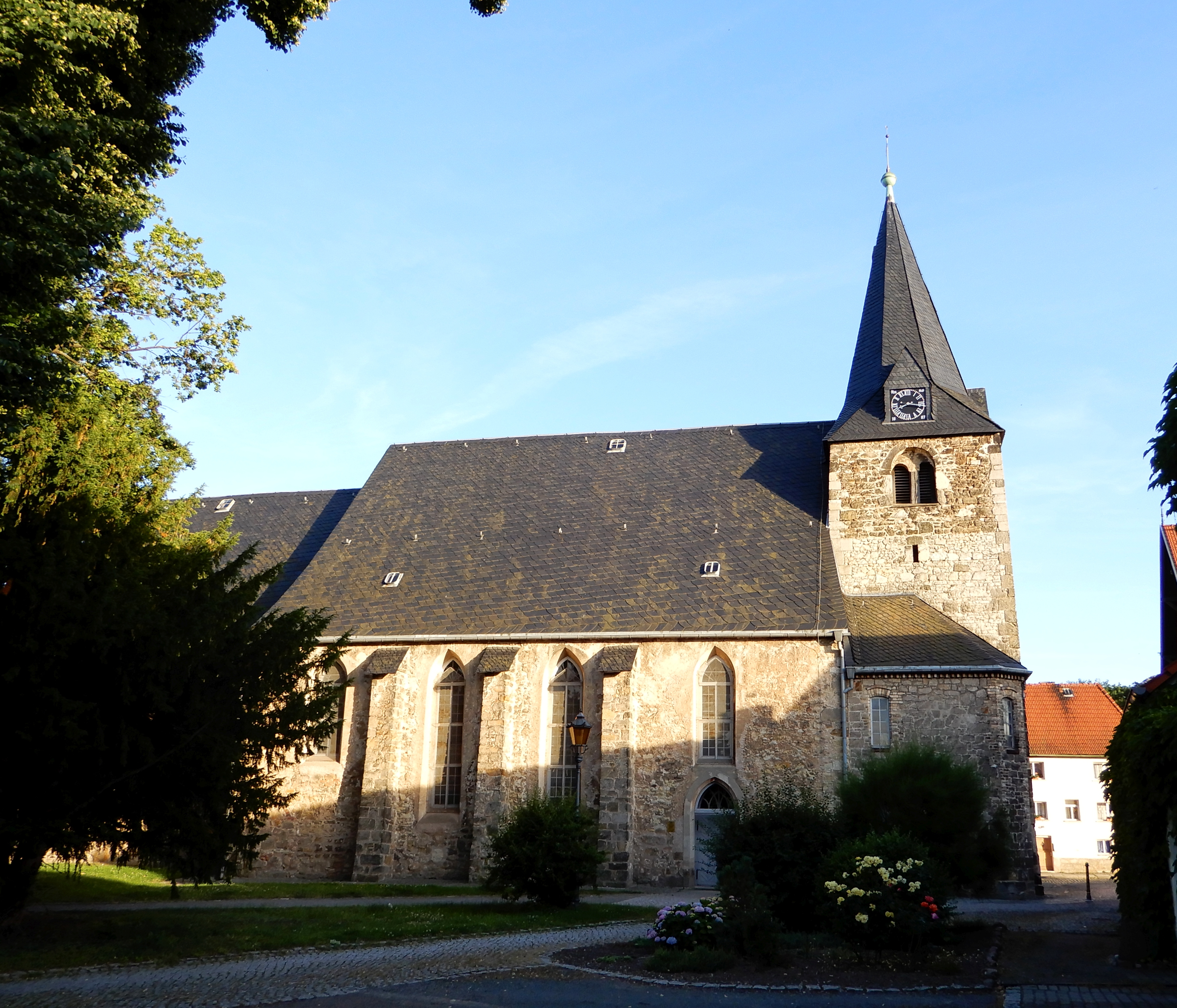
St.-Nicolai-Kirche
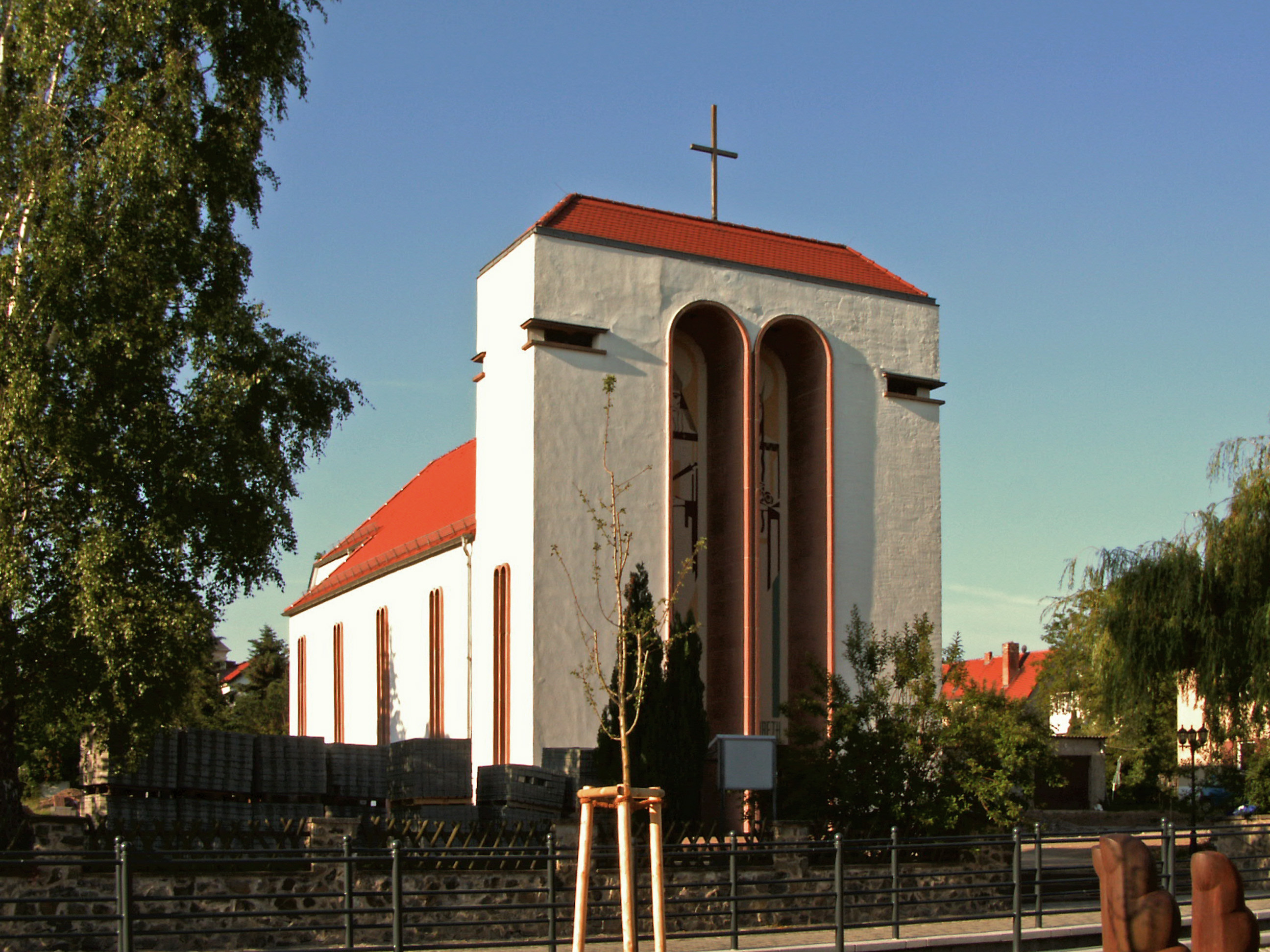
St.-Elisabeth-Kirche

Ballenstedt ist Sitz eines gleichnamigen Kirchenkreises der Evangelischen Landeskirche Anhalts. In Ballenstedt befindet sich das Pfarramt St. Nikolai in der Mühlstraße 14. Zu diesem gehören die Kirchengemeinde St. Nikolai (Ballenstedt mit der Nikolakirche und Opperode mit der St.-Petri-Kirche) und die Schlosskirchengemeinde (mit der Schlosskapelle von 1887 in der Bebelstraße).
Die katholische St.-Elisabeth-Kirche, 1931–1933 erbaut und der heiligen Elisabeth von Thüringen geweiht, befindet sich an der Quedlinburger Straße 4. Zu der zum Dekanat Halberstadt gehörenden Pfarrei St. Elisabeth gehören die Gemeinden in Gernrode (Nutzung der evangelischen Stiftskirche St. Cyriakus) und in Harzgerode (St. Johannes Baptist). Neben der Kirche wurde 2011 ein neues Gemeindehaus erbaut, nachdem der Vorgängerbau aus den 1950er Jahren 2010 abgerissen worden war. Eine weitere katholische Einrichtung in Ballenstedt ist die vom Malteser Hilfsdienst getragene Rettungswache.
Die neuapostolische Gemeinde Ballenstedt gehört zum Kirchenbezirk Halberstadt und verfügt über eine Kirche an der Mühlstraße.

## Veranstaltungen
Auf dem Flugplatz Ballenstedt-Harz findet seit 2009 das Rockharz Open Air statt.